# Nati nel 1198
| Questa pagina contiene informazioni ricavate automaticamente dalle voci biografiche con l'ausilio del template Bio e di un bot. L'aggiornamento è periodico e automatico e ricostruisce completamente la pagina. Se manca una persona in questa lista, sei pregato di non aggiungerla, ma accertati piuttosto che la sua voce biografica contenga il template Bio e che i dati anagrafici siano correttamente compilati. Se il template Bio manca, inseriscilo tu stesso o, in alternativa, metti l'avviso {{tmp\|Bio}} che ne segnala la mancanza. Se i dati riportati sono sbagliati, correggi direttamente la voce biografica; le modifiche saranno visibili in questa lista entro pochi giorni. Per chiarimenti vedi il progetto biografie. La lista contiene solo le 10 persone che sono citate nell'enciclopedia e per le quali è stato implementato correttamente il template Bio. Pagina aggiornata al 10 giu 2025. |

- 24 agosto - Alessandro II di Scozia, re scozzese († 1249)
- Beatrice di Svevia, principessa sveva († 1212)
- Sorgaqtani Beki, principessa mongola († 1252)
- Koun Ejō, monaco buddista giapponese († 1280)
- Vardan Areveltsi, storico e teologo armeno († 1271)
- Cunizza da Romano, nobildonna italiana
- Gherardo della Gherardesca, politico e militare italiano († 1268)
- Maria di Francia, francese († 1224)
- Sibilla di Lusignano, principessa cipriota
- Fujiwara no Tameie, poeta giapponese († 1275)